# بابیت وینتر (آریزونا)
بابیت وینتر (به انگلیسی: Babbit Winter) یک منطقهٔ مسکونی در ایالات متحده آمریکا است که در آریزونا واقع شده‌است. بابیت وینتر ۱٬۹۶۳ متر بالاتر از سطح دریا واقع شده‌است.